# Francis Buchholz
Pour les articles homonymes, voir Buchholz.
Francis Buchholz (né le 19 février 1954 à Hanovre, Allemagne) a été le bassiste du groupe allemand de hard rock Scorpions de 1974 à 1992, ses années de perfectionnement et de succès planétaire.

## Biographie
Francis Buchholz naît et grandit à Hanovre en Allemagne. Dès l'âge de onze ans il écoute de la musique rock, en vogue à l'époque en Allemagne de l'ouest. Il fit sa première apparition en tant que bassiste dans un groupe de lycéens, lorsqu'il avait 15 ans. À partir de ce moment, il joua au sein de différente formations de rock, blues et jazz, toujours dans sa ville natale de Hanovre. Alors qu'il étudiait l'ingénierie mécanique à l'Université de Hanovre et fréquentait des cours de jazz à l'Académie de musique (Musikhochschule), Francis devint le bassiste d'un groupe de rock de Hanovre nommé Dawn Road, jouant aux côtés du guitariste virtuose Ulrich Roth et du batteur Jürgen Rosenthal.
En 1974 (Francis a 20 ans) les trois membres de Dawn Road (dont Buchholz donc) rejoignent Scorpions qui sort dans la foulée l'album Fly to the Rainbow. Buchholz, qui est dès lors le bassiste en titre de Scorpions, va participer à la montée en puissance du groupe dans les années 1970 et à ses années de grand succès, les années 1980. En 1978 alors qu'il est bassiste de Scorpions à plein temps, il fonde la firme « Rocksound » qui devint l'une des plus importantes compagnies d'équipement de scène (éclairage et son) dans les années 1980 et 1990 en Allemagne. Il est le bassiste qui est resté en place le plus longtemps au sein de Scorpions (19 ans) et est considéré comme l'un des membres de la formation « classique » du groupe (celle de la fin des années 1970 et des années 1980). 
Buchholz participait peu au processus de création et d'écriture des albums, peut-être parce qu'il s'occupait seul des comptes et de l'organisation du groupe (même si à partir des années 1980, synonymes de succès, Scorpions va engager une véritable équipe de management). Néanmoins il composait lui-même les lignes de basse de tous les morceaux du groupe et donnait des prestations énergiques sur scène. En 1993 Francis Buchholz quitte le groupe. Il a par la suite écrit un livre sur la basse intitulée « Bass Magic ». Il est récemment remonté sur scène en compagnie de Ulrich Roth (entre 2005 et 2006) mais, contrairement aux autres ex-membres de Scorpions, il n'est jamais remonté sur scène avec le groupe qui l'a rendu célèbre. 
L'année 2008 marque pour lui un retour dans les studios d'enregistrement en tant que membre du groupe Dreamtide avec lequel il sort l'album Dream And Deliver. Il joue actuellement avec le groupe MSG sur la tournée 2013 intitulée « Temple of Rock » en compagnie de son ancien comparse Herman Rarebell à la batterie. 

## Équipement

### Instruments
Basses Warwick Streamer Stage 1

Basses Fender Precision des années soixante

Guitares Ovation Legend

### Amplification et effets
Ampeg SVT « Vintage Classic Blue Blackline » Amplifiers from the seventies

Custom Built 4x12 Gauss Cabinets

Custom Built 2x15 Electro Voice Cabinets

Peavey Deca 1200 Stereo Power Amps

Peavey Stereo Chorus 400 Guitar Amp

Symetrix Compression

Sennheiser Wireless

TC 1144 Bass Preamplifier

Warwick Tubepath 10.1 Amp

Warwick WCA 811 ND Cabinet

Rotosound and Warwick strings

Jim Dunlop Nylon Picks

EMG Pickups

Shure Microphones

Protools Recording System

## Discographie

### Avec Scorpions
Pour plus de détails voir l'article : Discographie des Scorpions
- Fly to the Rainbow (1974)
- In Trance (1975)
- Virgin Killer (1976)
- Taken by Force (1977)
- Tokyo Tapes (1978, live)
- Lovedrive (1979)
- Animal Magnetism (1980)
- Blackout (1982)
- Love at First Sting (1984)
- World Wide Live (1985, live)
- Savage Amusement (1988)
- Crazy World (1990)

### Avec Dreamtide
- Dream And Deliver (2008)